# Joseph E. Johnston
Joseph Eggleston Johnston var karriereofficer i den amerikanske hær og en af de højest rangerende generaler i Sydstaternes hær under den amerikanske borgerkrig. Hans effektivitet blev hæmmet af spændinger i forholdet til Sydstaternes præsident Jefferson Davis, men han manglede også selv den fornødne aggressivitet og sejrede aldrig i de kampagner, han selv førte.

## Tidlige år
Johnston var søn af Judge Peter Johnston og hans kone Mary, som boede i Longwood House i Farmville i Virginia. Johnston blev opkaldt efter major Joseph Eggleston, som hans far havde tjent under i den amerikanske uafhængighedskrig. Johnston kom på West Point og fik sin eksamen i 1829. Han gjorde i 8 år tjeneste i artilleriet, hvor han bl.a. deltog i Seminolekrigene, og han fik en midlertidig forfremmelse. Herefter søgte han sin afsked; men året efter vendte han tilbage til hæren og blev overført til de topografiske ingeniører.
Under den Mexicansk-amerikanske krig blev han to gange midlertidigt forfremmet og blev såret i Slaget ved Cerro Gordo og igen i Slaget ved Chapultepec. Han gjorde tjeneste i Californien og blev udnævnt til hærens øverste forsyningsofficer (Quartermaster General) den 28. juni 1860.
Johnston giftede sig med Lydia McLane, som var datter af et fremtrædende kongresmedlem fra Delaware. De fik ingen børn. Hun døde i 1887. Hans bror Charles Clement Johnston sad i Repræsentanternes Hus, og hans nevø John Warfield Johnston sad i Senatet. Begge blev valgt i Virginia.

## Borgerkrigen
Da hans hjemstat trådte ud af Unionen i 1861, tog Johnston sin afsked fra hæren. Med sin rang af brigadegeneral var han den højestrangerende officer, som udtrådte af unionshæren.
Han blev derefter udnævnt til generalmajor i Virginias milits og overtog kommandoen fra Thomas J. "Stonewall" Jackson i Harpers Ferry, hvor han organiserede Army of the Shenandoah.
I det Første slag ved Bull Run i juli 1861 bragte Johnston styrker fra Shenandoah dalen til slagmarken, men overlod ledelsen af slaget til den lavererangerende brigadegeneral P.G.T. Beauregard, da han ikke var bekendt med stedets topografi. Det lykkedes ham dog at få en del af æren for Sydstaternes sejr. Efter Bull Run hjalp Johnston Beauregard og William Porcher Miles med at designe og fabrikere Sydstaternes kampflag. Det var Johnstons ide at gøre flaget kvadratisk.
I august blev Johnston forfremmet til fuld general, men var utilfreds med, at der nu var 3 andre generaler, som havde højere rang. Han mente, at da han var den højestrangerende officer, som havde forladt unionshæren, skulle han ikke rangere efter Samuel Cooper, Albert Sidney Johnston, og Robert E. Lee.
Kun Beauregard var placeret under Johnston på listen med de 5 nye generaler. Det førte til meget ondt blod mellem Johnston og Jefferson Davis, og det holdt sig gennem hele krigen.

### Peninsula kampagnen
Johnston fik kommandoen over Army of Northern Virginia og ledte den i begyndelsen af Peninsula kampagnen i 1862. Opgaven var at forsvare hovedstaden Richmond i Virginia mod generalmajor George B. McClellan. Johnston trak sig gradvist tilbage, før det kom til et egentligt slag, indtil hans hær kun var 8 km uden for byen, hvor McClellan havde planer om at belejre den. Trængt op i et hjørne angreb Johnston den 31. maj 1862 syd for Chickahominy floden i Slaget ved Seven Pines. Slaget endte taktisk set uafgjort, men det stoppede McClellans fremmarch, og det skulle vise sig, at han aldrig kom byen nærmere. Af større betydning var det imidlertid, at Johnston blev såret på andendagen af slaget, og Jefferson Davis overdrog kommandoen over hæren til den mere aggressive general Robert E. Lee, som herefter kommanderede Army of Northern Virginia i resten af krigen.

### Det vestlige operationsområde
Efter at være kommet sig over sine sår fik Johnson kommandoen over Vesten, som var det vigtigste område i det vestlige operationsområde i borgerkrigen. Denne kommando omfattede general Braxton Braggs Army of Tennessee og generalløjtnant John C. Pembertons hære i militærdistriktet Mississippi og østlige Louisiana.
Pemberton stod overfor generalmajor Ulysses S. Grant i den belejrede by Vicksburg i Mississippi, og Johnston tilskyndede ham til at opgive byen midlertidigt og slutte sig til Johnstons styrker, så de sammen kunne slå Grant. Jefferson Davis befalede imidlertid Pemberton at blive i Vicksburg, og det gav alvorlige rystelser i Sydstaterne, da byen måtte overgive sig den 4. juli 1863, og Syden mistede sit sidste holdepunkt ved Mississippi-floden. Senere dette år blev Bragg slået i Slaget ved Chattanooga, og Jefferson Davis måtte tøvende erstatte ham med Johnston.

### Atlanta-kampagnen
I foråret 1864 stod Johnston overfor generalmajor William T. Sherman, som rykkede frem fra Chattanooga i retning af Atlanta i Georgia. Johnston vendte tilbage til sin strategi med langsom tilbagetrækning. Han gennemførte en række operationer, hvor han forberedte stærke forsvarspositioner, blot for at se Sherman manøvrere rundt om dem og tvinge Johnston til at trække sig tilbage i retning af Atlanta. Johnston betragtede det som vigtigst af alt at holde hæren intakt og gik derfor meget forsigtigt til værks. Han håndterede sin hær godt og afstedkom større tab, end han selv led. Den 27. juni besejrede han Sherman i Slaget ved Kennesaw Mountain, men den rent defensive sejr forhindrede ikke Sherman i at fortsætte sin offensiv. Kritikere har hævdet, at Johnstons strategi var rent defensiv, og at hans manglende vilje til at risikere en offensiv umuliggjorde en sejr for Sydstaterne.
Jefferson Davis blev mere og mere irriteret over denne strategi og fjernede Johnston fra posten som øverstkommanderende den 17. juli, kort før Slaget ved Peachtree Creek lige udenfor Atlanta. Hans afløser, generalløjtnant John Bell Hood, var vældig aggressiv, men ikke nogen god general og tabte Atlanta i september og en stor del af sin hær under Franklin-Nashville kampagnen senere på året. Davis beslutning om at fjerne Johnston var en af de mest kontroversielle i krigen.

### Krigens sidste tid og overgivelsen
Da man i Sydstaterne blev mere og mere bekymret over Shermans march mod havet gennem Georgia og derefter nordpå i Carolina kampagnen, blev det et stadig større krav fra offentligheden, at Johnston skulle tilbage. Davis gav ham kommandoen over styrkerne i South Carolina, Georgia og Florida foruden North Carolina og det sydlige Virginia. I princippet rådede Johnston dermed over 3 hære, men de manglede våben og uddannelse, og Johnston kunne ikke gøre meget for at stoppe Sherman.
Den 19. marts 1865 lykkedes det for Johnston at overraske en del af Shermans hær i Slaget ved Bentonville og opnåede nogle kortvarige, taktiske gevister, før overlegne styrker tvang ham tilbage. Efter at have hørt om Lees overgivelse ved Appomattox overgav Johnston sin hær til Sherman i nærheden af Durham i North Carolina to uger senere, den 26. april 1865, selv om han havde fået ordre til ikke at overgive sig af Jefferson Davis.

## Efter krigen
Efter krigen bosatte Johnston sig i Savannah i Georgia. Senere blev han direktør for en jernbane i Arkansas og blev involveret i forsikringsbranchen i 1868 og 1869.
Han vendte tilbage til Virginia og bosatte sig i Richmond i 1877 og blev direktør i et kurerfirma. Johnston blev medlem af Kongressen fra 1879-1881 for Demokraterne. Han genopstillede ikke i 1880.
Han var tilsynsførende med jernbaner i præsident Grover Clevelands embedsperiode.
Hans analyse af sine aktiviteter i Borgerkrigen, Narrative of Military Operations, blev udgivet i 1874 og var stærkt kritisk overfor Davis og mange af de andre generaler.
Ligesom Lee glemte Johnston aldrig, hvor storsindet en general, han havde overgivet sig til og ville ikke høre et ondt ord om Sherman. Da Sherman døde, var Johnston med til at bære kisten i New York City den 19. februar 1891. Selv om det var koldt og vådt, deltog han barhovedet af respekt for den afdøde. En, der var bekymret for hans helbred, bad ham om at tage hat på, hvortil Johnston svarede: "Hvis jeg havde været i hans sted, og han stod her, ville han ikke have taget hat på". Han fik lungebetændelse og døde nogle uger senere. Han ligger begravet på Greenmount kirkegården i Baltimore, Maryland.
Det eneste monument over Johnston blev rejst i Dalton i Georgia i 1912.
Under 2. verdenskrig blev et Liberty-skib opkaldt efter ham.
Hans bror Charles var også medlem af Repræsentanternes Hus, og hans nevø John Warfield Johnston var medlem af Senatet. Begge var repræsentanter for Virginia.

## Yderligere læsning
- Govan, Gilbert E., and Livingood, James W., A Different Valor: The Story of General Joseph E. Johnston C.S.A., Indianapolis, 1956.
- Johnson, Bradley T., A Memoir of the Life and Public Service of Joseph E. Johnson, Baltimore, 1891.
- Johnston, Joseph E., Narrative of Military Operations, New York, 1874.